# Обуховский, Афанасий Ильич
Афанасий Ильич Обуховский (1914 — 1 октября 1967) — командир расчёта 2-й миномётной роты 235-го гвардейского Ясского Краснознаменного стрелкового полка (81-я гвардейская стрелковая Красноградская Краснознамённая ордена Суворова дивизия, 24-й гвардейский стрелковый корпус, 7-я гвардейская армия, 2-й Украинский фронт), гвардии старшина, участник Великой Отечественной войны, кавалер ордена Славы трёх степеней.

## Биография
Родился в 1914 году в селе Ямное ныне Великописаревского района Сумской области (Украина) в крестьянской семье. Русский. Переехал на Дальний Восток, работал на руднике в посёлке Райчиха (ныне город Райчихинск Амурской области).
С 1937 по 1939 год проходил действительную срочную службу в Красной Армии. Повторно призван в 1941 году. С 16 января 1942 года – в действующей армии. Воевал на Западном, Сталинградском (с 30 сентября 1942 года – Донской, с 15 февраля 1943 года – Центральный) и Степном (с 20 октября 1943 года – 2-й Украинский) фронтах. В боях трижды был ранен.
В ходе Орловской наступательной операции командир расчёта гвардии красноармеец А. И. Обуховский, сражаясь в окружении в районе посёлка Рынденково (ныне не существует, территория Дмитриевского района Курской области), 14 июля 1943 года вместе со своим расчётом уничтожил 3 огневые точки и до 30 солдат противника. На следующий день при выходе из окружения через огневые позиции противника полностью вывел свой расчёт и вынес всю материальную часть. Приказом командира полка награждён медалью «За отвагу».
В ходе Белгородско-Харьковской наступательной операции при овладении селом Циркуны (ныне Харьковский район Харьковской области, Украина) А. И. Обуховский со своим расчётом выдвинулся в боевые порядки стрелкового подразделения и точным огнём уничтожил станковый пулемёт с расчётом и до 40 немецких солдат, обеспечив успешное продвижение нашей пехоты. Командир дивизии гвардии генерал-майор Морозов, Иван Константинович (Герой Советского Союза) 11 августа 1943 года наградил Обуховского орденом Красной Звезды.
Командир миномётного расчёта 235-го гвардии стрелкового полка (81-я гвардейская стрелковая дивизия, 7-я гвардейская армия, 2-й Украинский фронт) гвардии рядовой Обуховский 27 апреля 1944 года в бою за село Болдешчий (Румыния) интенсивным и точным огнём отразил атаку вражеской пехоты, поддержанную танками, уничтожил при этом до 20 солдат и офицеров. 2 мая 1944 года в наступательном бою у села Думбрэвица (12 км. северо-западнее города Тыргу-Фрумос, Румыния) его расчёт, двигаясь в боевых порядках пехоты и обеспечивая её продвижение, подавил 2 огневые точки. В последующем метким огнём нанёс значительный урон отступающему противнику. Командиром полка Героем Советского Союза гвардии подполковником Скирута Г. Т. был представлен к награждению орденом Отечественной войны 2-й степени.
Приказом командира 24-го гвардейского стрелкового корпуса от 5 июня 1944 года гвардии красноармеец Обуховский Афанасий Ильич награждён орденом Славы 3-й степени.
В ходе Ясско-Кишинёвской наступательной операции части 81-й гвардейской стрелковой дивизии форсировали реку Сирет в районе села Миклеушень (ныне жудец Яссы, Румыния). Расчёт А. И. Обуховского в числе первых переправился через реку и вступил в бой за расширение плацдарма. Поддерживая стрелковые подразделения, миномётчики уничтожили расчёт пулемёта и до 20 румынских солдат.
Приказом командующего 7-й гвардейской армией от 17 октября 1944 года гвардии старшина Обуховский Афанасий Ильич награждён орденом Славы 2-й степени.
3 января 1944 года при отражении контратак противника у села Великие Страцини (Чехословакия) под сильным артиллерийским обстрелом миномётчики под командованием Обуховского рассеяли до взвода вражеской пехоты и подавили огонь 2 пулемётов. Обуховский был тяжело ранен, но продолжал командовать расчётом.
Указом Президиума Верховного Совета СССР от 15 мая 1946 года за образцовое выполнение боевых заданий командования в боях с немецко-фашистскими захватчиками на завершающем этапе Великой Отечественной войны гвардии старшина Обуховский Афанасий Ильич награждён орденом Славы 1-й степени.
В ноябре 1945 года демобилизован. Жил в селе Россоши Великописаревского района Сумской области. Позже переехал в село Викторовка Березовского района Одесской области.
Умер 1 октября 1967 года. Похоронен в селе Викторовка Березовского района Одесской области Украины.

## Награды
- Орден Красной Звезды (12.10.1943)[4];
- Полный кавалер ордена Славы:
  - орден Славы I степени (15.05.1946)[6];
  - орден Славы II степени (17.10.1944)[7];
  - орден Славы III степени (05.06.1944)[5];
- медали, в том числе:
  - «За отвагу» (20.07.1943)[8];
  - «За оборону Сталинграда» (22.12.1942)[9];
  - «За взятие Будапешта» (9.05.1945)
  - «За освобождение Праги» (9.05.1945)

- - «За победу над Германией в Великой Отечественной войне 1941—1945 гг.» (9 мая 1945[10]);
  - Юбилейная медаль «Двадцать лет Победы в Великой Отечественной войне 1941—1945 гг.» (7 мая 1965[11])

## Память
- На могиле установлен надгробный памятник
- Его имя увековечено в Главном Храме Вооружённых сил России, и навсегда запечатлено на мемориале «Дорога памяти»